# Volo Reeve Aleutian Airways 8
Il volo Reeve Aleutian Airways 8 era un volo passeggeri di linea statunitense da Cold Bay, in Alaska, a Seattle, Washington. L'8 giugno 1983, un Lockheed L-188 Electra operante il volo stava viaggiando sopra l'Oceano Pacifico quando una delle eliche si staccò dal motore e colpì la fusoliera, danneggiando i controlli di volo. I piloti furono in grado di effettuare con successo un atterraggio di emergenza all'aeroporto internazionale di Anchorage; nessuno dei quindici passeggeri e membri dell'equipaggio a bordo rimase ferito nell'incidente.

## L'aereo
Il velivolo coinvolto nell'incidente era un Lockheed L-188C Electra, alimentato da 4 motori turboelica, con numero di serie 2007 e registrazione N1968R. Fu consegnato a Qantas nel 1959. Nel 1968, dopo il servizio con altre compagnie aeree, tra cui Air New Zealand e California Airmotive Corporation, l'aereo fu venduto a Reeve Aleutian Airways. Al momento dell'incidente, l'aeromobile aveva accumulato circa 33 000 ore di volo.

## L'incidente
Subito dopo il decollo dall'aeroporto di Cold Bay, in volo sull'Oceano Pacifico verso Seattle, Washington, con dieci passeggeri, l'equipaggio notò una vibrazione insolita nell'aereo, ma non riuscì a trovare la fonte. Mentre l'aereo saliva dal livello di volo 190 (19 000 piedi (5 800 m)) al livello di volo 250 (25 000 piedi (7 600 m)), l'ingegnere di volo lasciò il cockpit per controllare visivamente i motori dalla cabina passeggeri, ma non vide nulla di strano. L'assistente di volo entrò nella cabina di pilotaggio per discutere delle vibrazioni, che improvvisamente aumentarono di intensità quando tornò in cabina. Guardò fuori dal finestrino appena in tempo per vedere l'elica sul motore numero 4 (il motore esterno sull'ala destra) staccarsi e volare ruotando sotto la fusoliera. L'elica provocò uno squarcio di 2,4 metri nella parte inferiore del velivolo, depressurizzando la cabina e bloccando i comandi di volo e dei motori. I piloti riuscirono a ottenere un certo controllo dell'aeromobile utilizzando il pilota automatico e deviarono l'aereo verso Anchorage. Con le manette dei motori bloccate alla potenza di crociera, durante l'avvicinamento l'equipaggio fu in grado di far scendere e salire l'aereo dopo aver spento il motore numero 2 (sinistro interno) in combinazione con l'abbassamento e il sollevamento del carrello di atterraggio.
L'Electra atterrò in sicurezza all'aeroporto internazionale di Anchorage, dopo la perdita di quasi tutti i controlli di volo. L'equipaggio dovette spegnere tutti i motori dopo l'atterraggio per riuscire a fermarlo; uno pneumatico scoppiò e i freni presero fuoco. Nessuno rimase ferito quando l'elica colpì la fusoliera o durante l'atterraggio di emergenza. Il comandante, il 54enne James (Jim) Gibson, che aveva 5 700 ore di esperienza di volo sugli Electra, venne premiato per l'atterraggio riuscito da un incontro con il presidente Ronald Reagan alla Casa Bianca. L'Air Line Pilots Association premiò il comandante Gibson, il 39enne primo ufficiale Gary Lintner e il 45enne ingegnere di volo Gerald "Moose" Laurin più tardi, nel 1983, con il Superior Aircraft Award.
Poiché l'elica cadde nell'Oceano Pacifico ed era impossibile, con gli strumenti di allora, effettuare un recupero, la ragione della sua separazione non è mai stata determinata.

## Conseguenze

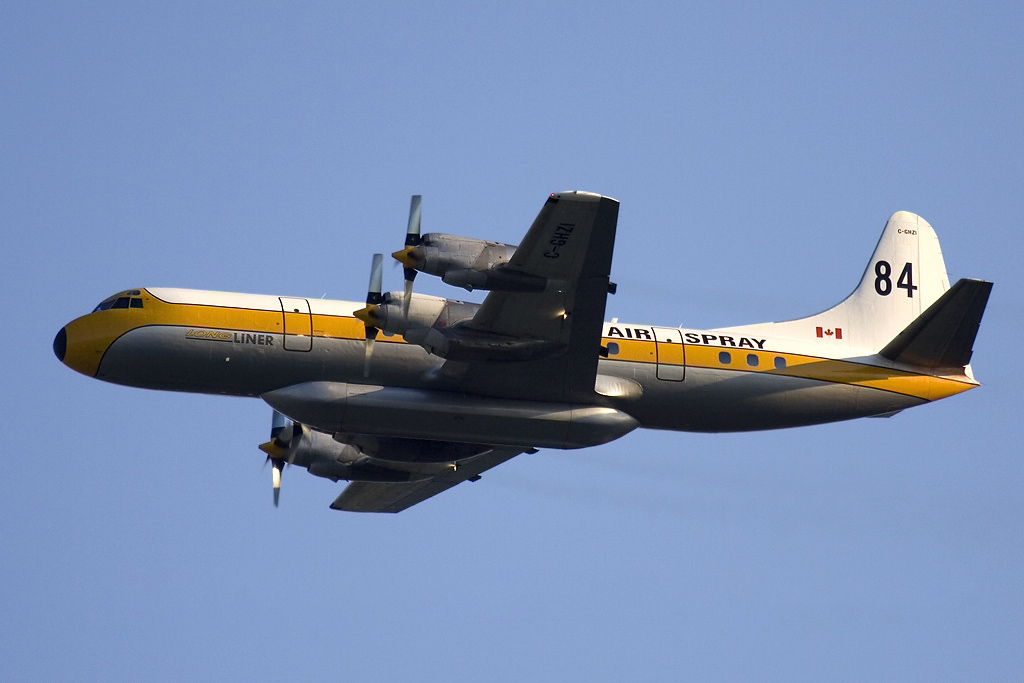
C-GHZI nel 2007, operando come aereo antincendio per Air Spray.

In seguito all'incidente, l'aereo venne riparato e rimesso in servizio. Il velivolo, con matricola N1968R, venne immatricolato nuovamente nel 2001 ed esportato in Canada come C-GHZI, dove fu utilizzato in operazioni antincendio. Ha continuato in questo ruolo, a partire dall'agosto 2020, operando come Air Spray 484, rilasciando ritardante sugli incendi nel nord della California. È tornato alla sua base in Alberta, Canada, il 28 agosto 2020. Ancora come C-GHZI, l'L-188 era idoneo al volo ed era in servizio nel giugno 2022.
La compagnia aerea riuscì a continuare le operazioni di volo dopo l'incidente, ma iniziò a soccombere ai problemi finanziari nei primi anni '90. Reeve Aleutian Airways alla fine cessò le operazioni il 5 dicembre 2000.
L'ingegnere di volo Gerald "Moose" Laurin è morto il 5 febbraio 2009, all'età di 72 anni, il capitano James Gibson è morto il 5 gennaio 2010, all'età di 80 anni, e il primo ufficiale Gary Lintner è morto il 9 gennaio 2020, all'età di 75 anni.

## Cultura di massa
L'incidente del volo Reeve Aleutian Airways 8 è rappresentato nel primo episodio della dodicesima stagione del documentario canadese Indagini ad alta quota. L'episodio si intitola "Uno squarcio nella fusoliera".